# Règle de d'Alembert
Pour les articles homonymes, voir D'Alembert (homonymie).

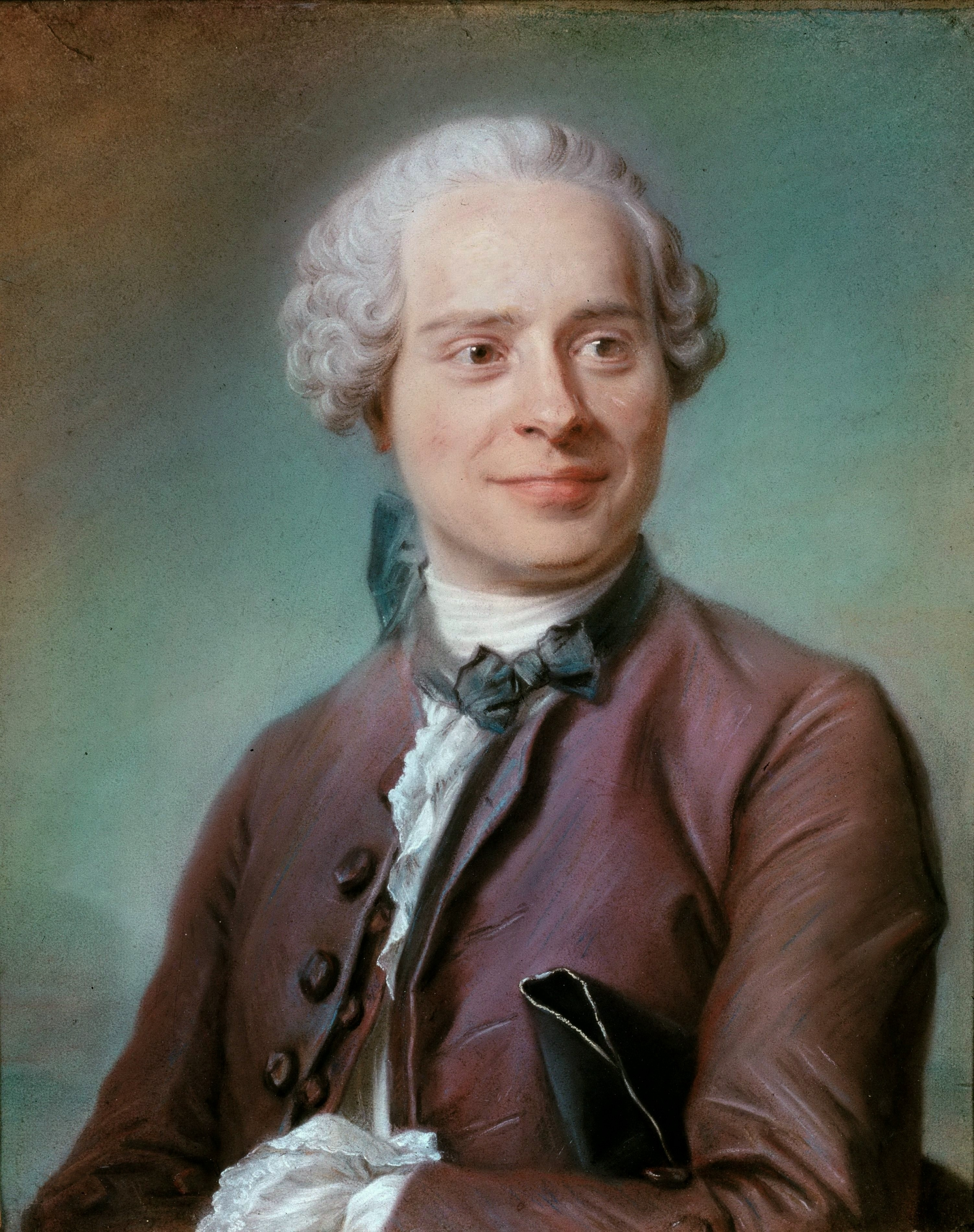
Jean Le Rond d'Alembert, mathématicien français.

La règle de d'Alembert (ou critère de d'Alembert), doit son nom au mathématicien français Jean le Rond d'Alembert. C'est un test de convergence pour une série à termes positifs.
Dans certains cas, elle permet d'établir la convergence absolue d'une série à termes complexes ou vectoriels, ou au contraire sa divergence.

## Énoncé
Soit (un) une suite de réels strictement positifs. On note {\displaystyle \ell } et {\displaystyle L} les limites inférieure et supérieure des quotients successifs :
{\displaystyle 0\leq \ell :=\liminf {\frac {u_{n+1}}{u_{n}}}\leq L:=\limsup {\frac {u_{n+1}}{u_{n}}}\leq +\infty }.
- Si {\displaystyle L<1}, alors la série de terme général un converge.
- Si {\displaystyle \ell >1}, alors la suite ne tend pas vers 0 (donc la série diverge grossièrement).

Si {\displaystyle \ell \leq 1\leq L}, on ne peut rien conclure : c'est le cas incertain de la règle de d'Alembert.

## Remarques
- La règle de d'Alembert se démontre directement[1], mais peut aussi se déduire de celle de Cauchy, grâce au lemme de Cesàro.
- Dans le cas incertain {\displaystyle \ell \leq 1\leq L}, on peut essayer la règle de Cauchy, plus précise.
- Lorsque la suite {\displaystyle \left({\tfrac {u_{n+1}}{u_{n}}}\right)} admet une limite {\displaystyle \lambda }, l'énoncé se simplifie car {\displaystyle \ell =\lambda =L}. Dans le cas incertain {\displaystyle \lambda =1}, on peut essayer la règle de Raabe-Duhamel.
- La règle de d'Alembert peut être employée pour étudier la convergence d'une série à termes dans un espace vectoriel normé E, en analysant la série ∑un des normes. Si L < 1 et si E est complet (par exemple si E = ℝ ou ℂ), la série vectorielle est absolument convergente, tandis que si ℓ > 1, elle est grossièrement divergente.

## Note
1. ↑  Pour une démonstration, voir par exemple « Règle de D'Alembert » dans la leçon sur les séries numériques sur Wikiversité.